# Herzl Tivadar
Herzl Tivadar (héber betűkkel: בנימין זאב הרצל, Binjámín Zeév Hercl, izraeli angol átírással: Binyamin Zeev Hertsl, másik nevén: חוזה המדינה Hóze Hamedíná, izraeli angol átírással: Khozeh HaMedinah, Az Állam látnoka, Pest, 1860. május 2. – Reichenau an der Rax, 1904. július 3.) zsidó származású osztrák-magyar író, politikus, a zsidó állam megálmodója, a cionista politika atyja, a Cionista Világszervezet megalapítója

## Élete

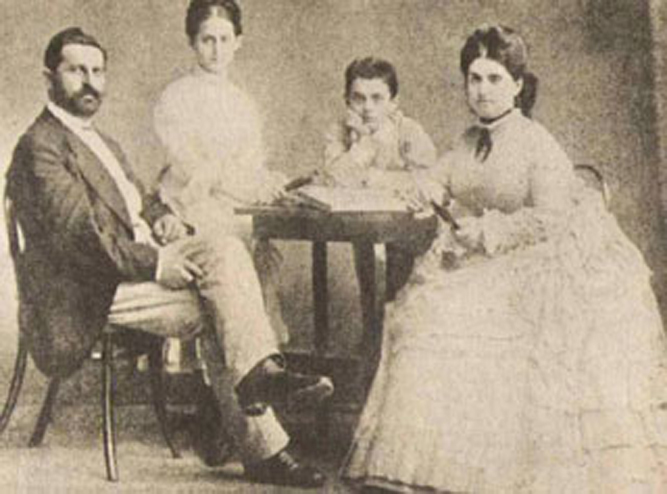
A gyermek Herzl szüleivel és nővérével

Pesten született egy Dohány utcai házban. Itt ma a Zsidó Múzeum és a nagy zsinagóga egyik fő épületszárnya van, a helyet a múzeum falán emléktábla jelzi. Apja, Herzl Jakab (1835–1902), sikeres üzletember, anyja, Diamant Jeannette (1836–1911) volt. Neológ zsidó légkörben nevelkedett. Középiskolai tanulmányait a Budapest-Fasori Evangélikus Gimnáziumban fejezte be. 
1878-ban családjával Bécsbe költözött, ahol az egyetemen jogot és irodalmat tanult. 1884-ben szerzett jogi doktorátust. 1891-ben a Neue Freie Presse című bécsi lap párizsi tudósítója lett. 
Párizsban érte az igazi nagy megrázkódtatás: ő tudósította lapját a Dreyfus-ügyről és megtapasztalta a per kapcsán erőteljesen megnyilvánuló antiszemitizmust. Ennek hatása alatt született meg Der Judenstaat (A Zsidó Állam) című értekezése, amely 1896. február 14-én jelent meg nyomtatásban. Ebben javaslatot tett arra, hogy a világ minden táján élő zsidók térjenek vissza Palesztinába, az ősi hazába, ahonnét annak idején őket elűzték.
Nép vagyunk, mert külső ellenségeink kovácsoltak bennünket egy összetartozó néppé … Asszimilálódni nem tudunk és nem fogunk soha, mert a népek ezt lehetetlenné teszik számunkra … Az antiszemitizmust leküzdeni nem lehet, mert ott, ahol zsidók nagyobb számban élnek, ott az antiszemitizmus okait megszüntetni nem lehet … A megoldás csak egy lehet: az önálló zsidó állam! … Az egész terv végtelenül egyszerű a maga alap-formájában, de annak is kell lennie, ha igényt tart arra, hogy mindenki megérthesse. Adjanak nekünk szuverenitást a földkerekségnek egy, a mi igazolt népi szükségleteinknek megfelelő darabján, minden egyébről magunk fogunk gondoskodni.
Az első cionista kongresszust, 1897-ben Herzl Tivadar szervezte, később annak elnökévé is választották. Ezt a tisztséget egészen haláláig viselte. Útjának elején kudarcok érték, amikor megpróbálta rávenni a leggazdagabb zsidókat, hogy támogassák a cionista elképzelések megvalósítását. A siker akkor következett be, amikor a kelet-európai zsidó tömegek felé fordult, s azok igent mondtak kezdeményezésére, és elfogadták őt vezetőnek. Vámbéry Ármin beprotezsálta II. Abdul-Hamid oszmán szultánhoz, akinél elérte, hogy engedélyezze a zsidók letelepedését Palesztinába, de ez már akkor nemtetszést váltott ki az ottani arab lakosságban.
Apja mellé temették Döblingben, de földi maradványait – végakaratának megfelelően – 1950-ben Izraelbe vitték és Jeruzsálemben, a róla elnevezett Herzl-hegyen kialakított Nemzeti Panteon díszsírhelyén temették el.
Herzl és Heltai Jenő unokatestvérek voltak.

## Képgaléria

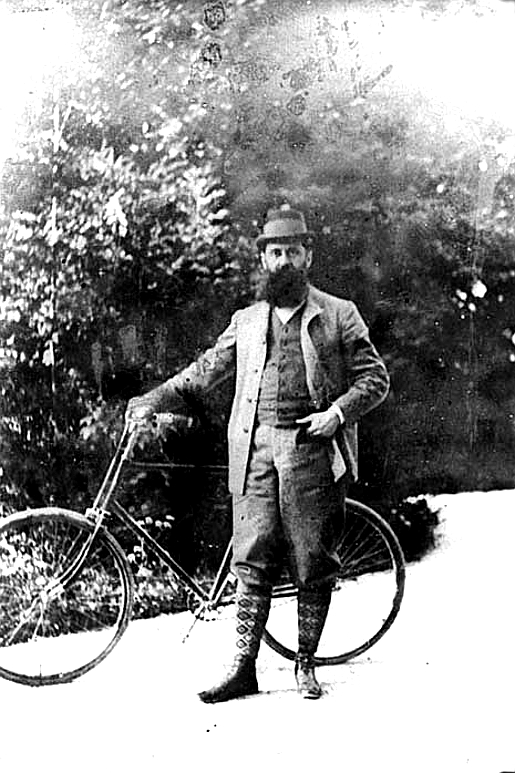
Herzl Tivadar kerékpárral
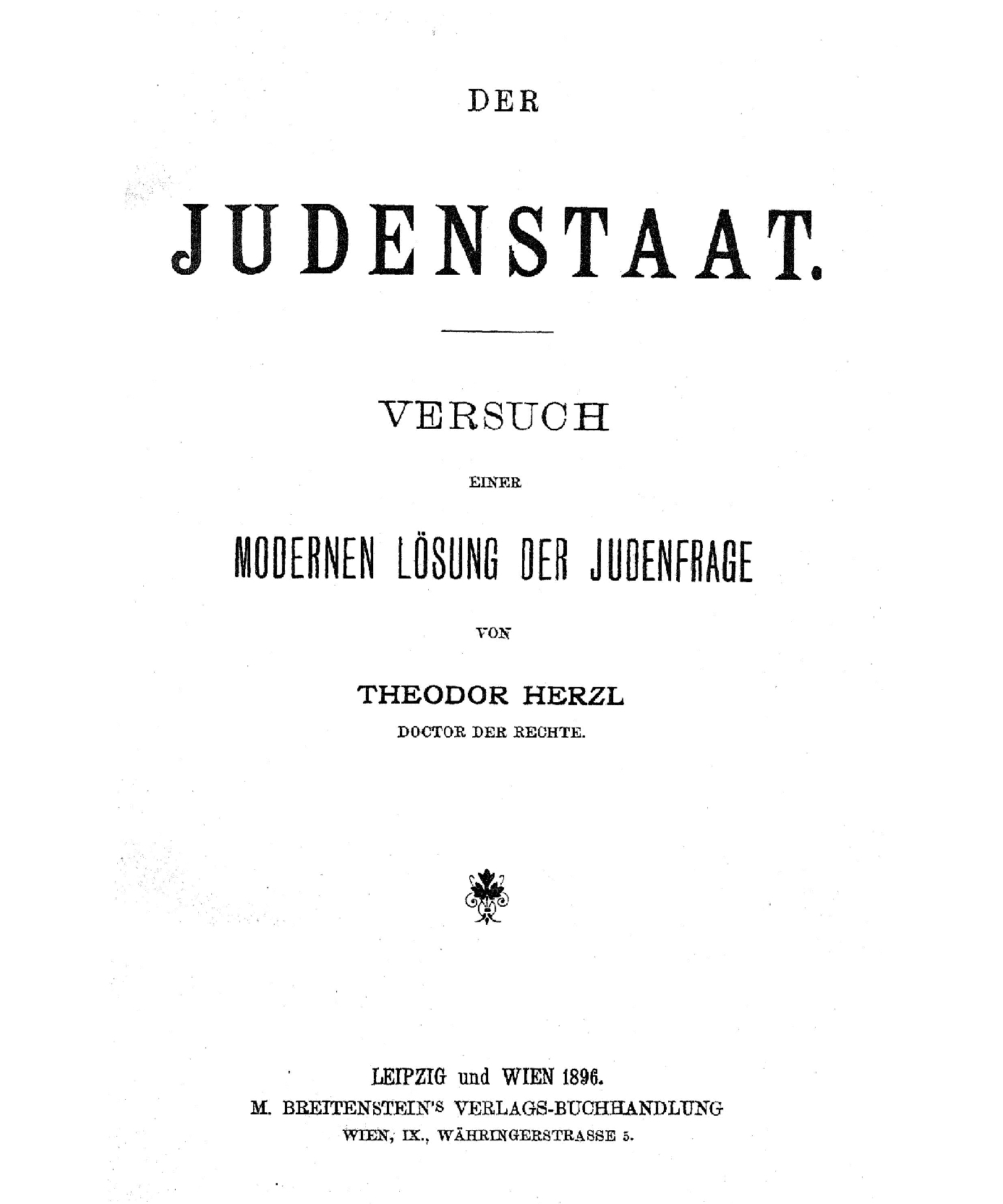
A Zsidó Állam című műve címlapja
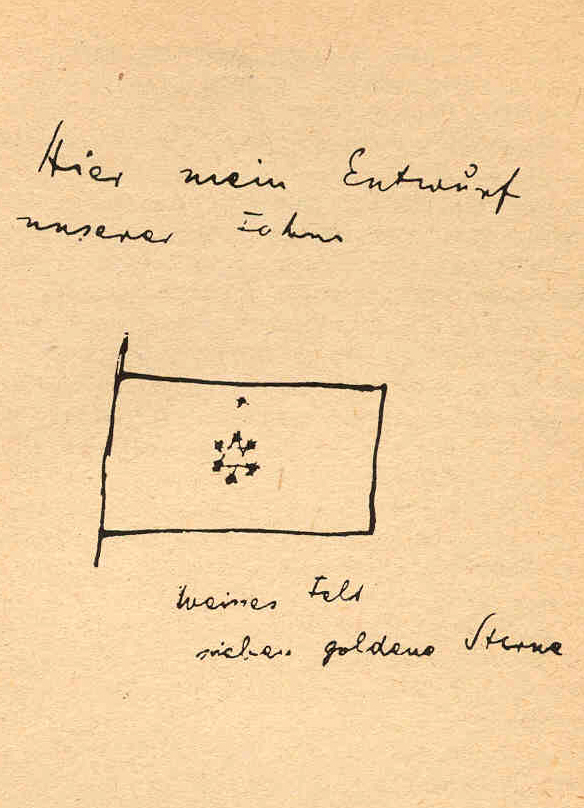
Az általa tervezett zászló a zsidó állam számára („fehér alapon hét aranyszínű csillag”)
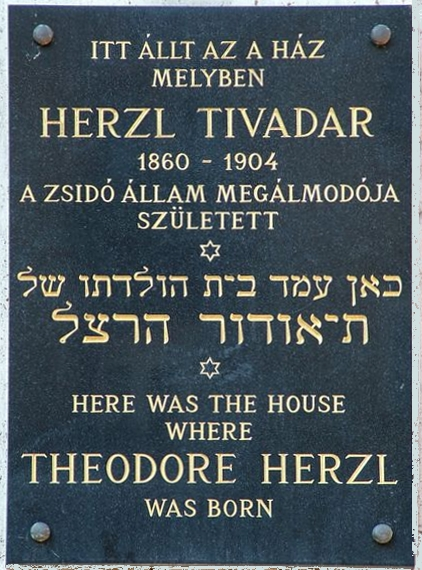
Herzl Tivadar emléktáblája a Dohány utcai zsinagóga falán
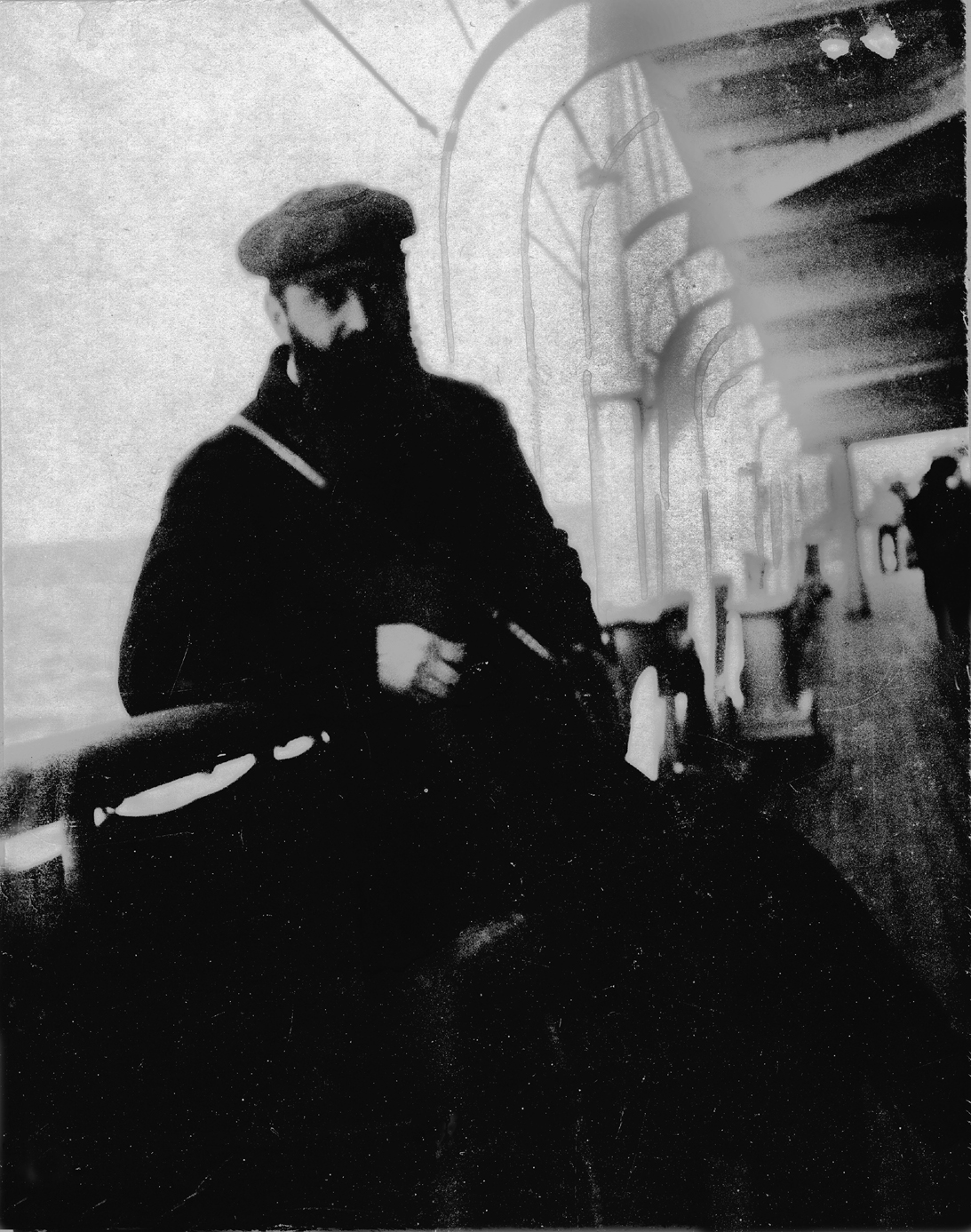
Herzl Palesztinába látogatásakor, 1898. október 26-án
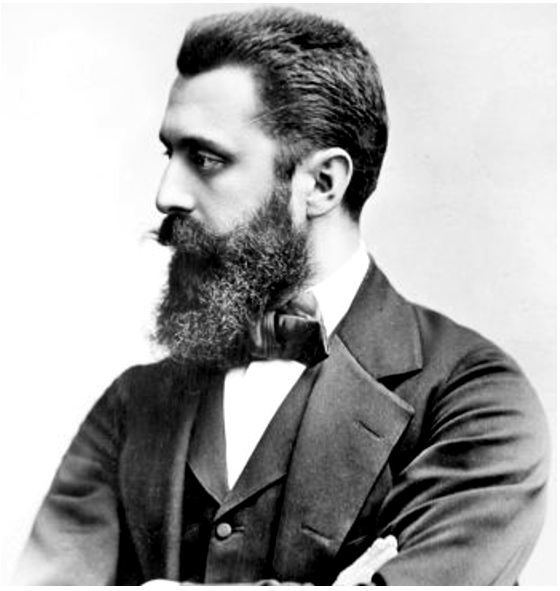
Herzl Tivadar
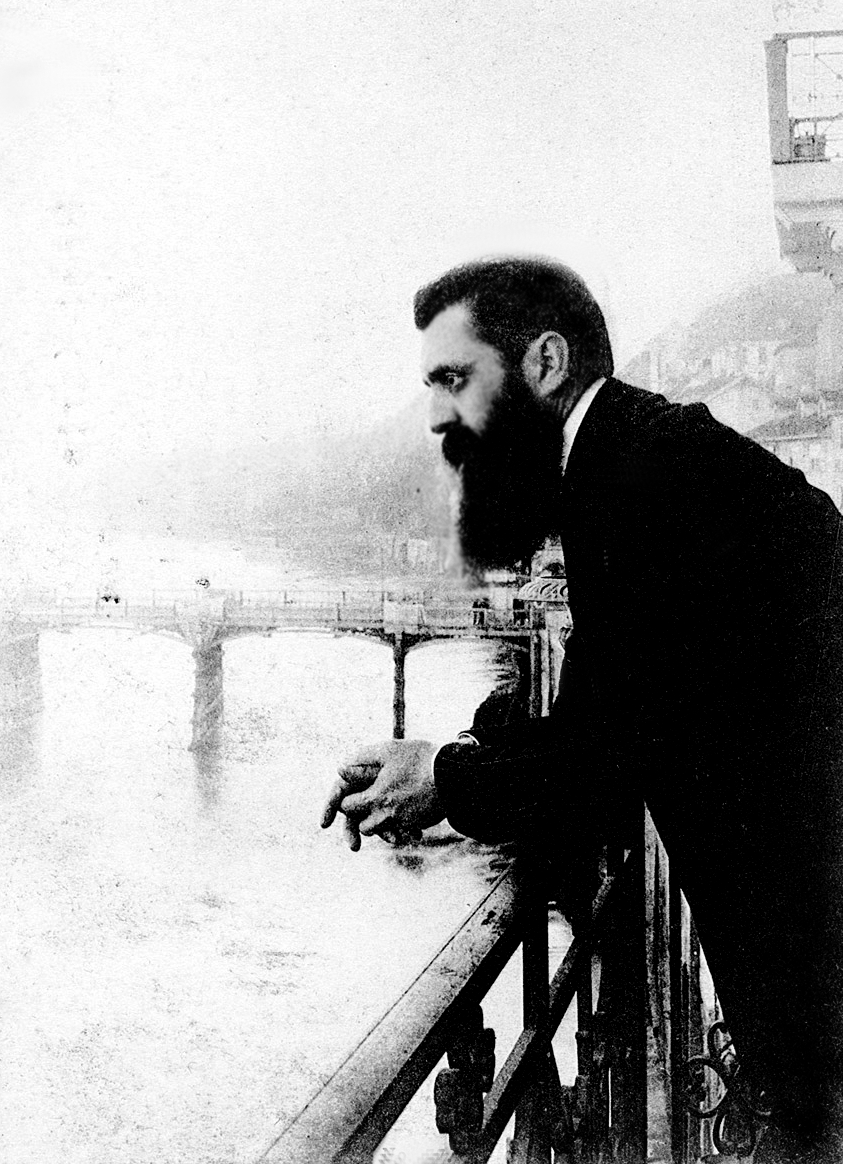
Herzl Tivadar a bázeli Hotel Les Trois Rois szálloda balkonján, 1901-ben

## Emlékezete

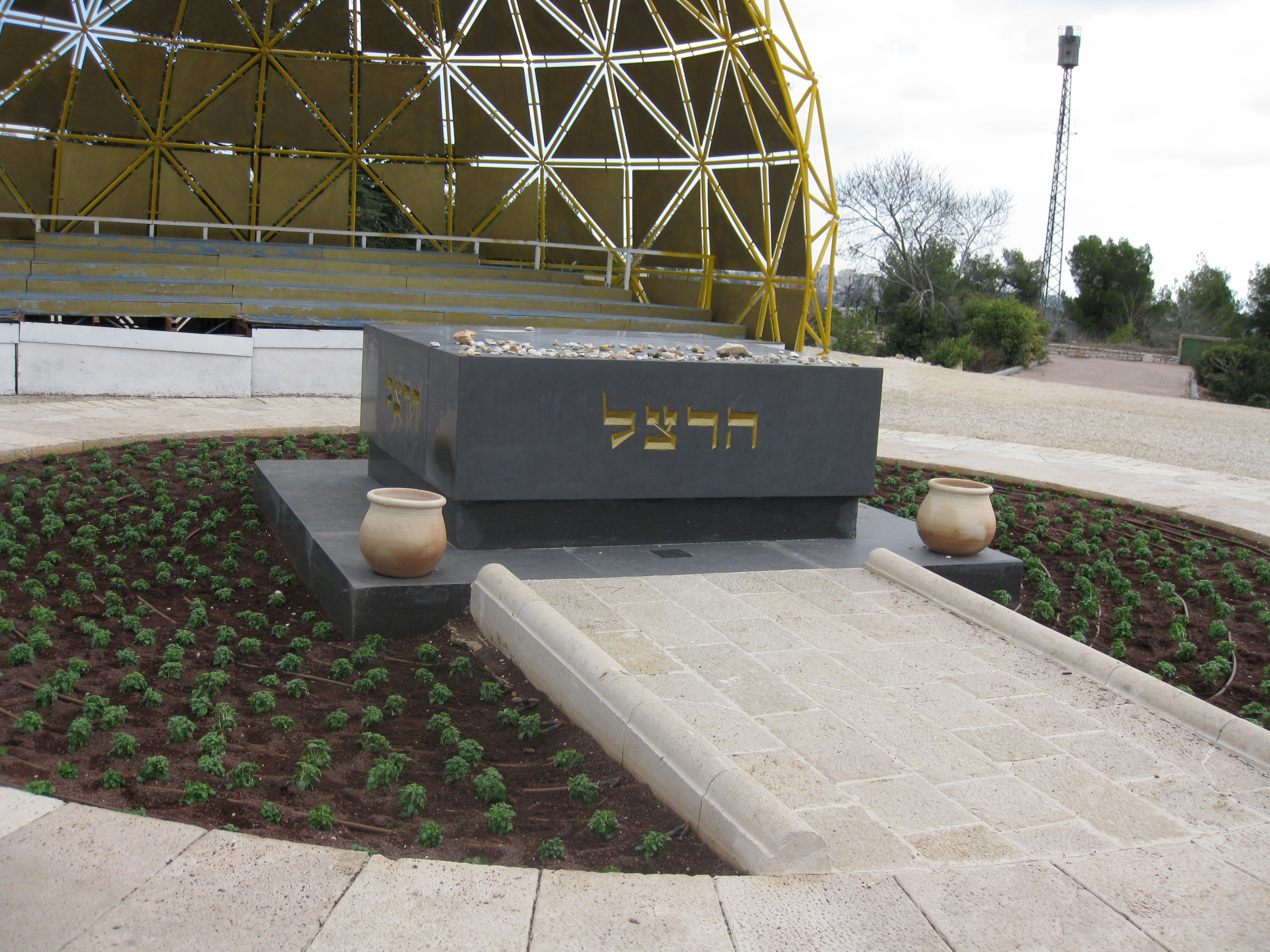
Herzl Tivadar emlékműve

- Izrael állam 1948-as megalakulását követően holttestét Jeruzsálembe vitték, és a Herzl-hegyen kialakított Nemzeti Panteon díszsírhelyén temették el.
- A Zsidó Állam Herzliya városa őrzi a nevét.
- Fényképe ott látható az izraeli parlament, a kneszet üléstermében.
- Budapesten, a Dohány utcai szülőházában ma a Zsidó Múzeum működik, falán ezt emléktábla jelzi.
- A Dohány utcai zsinagógát a róla elnevezett park övezi.

## Művei
- Neues von der Venus. Lipcse, 1887 (beszélyek)
- Buch der Narrheit. Berlin, 1888 (tárcák)

## Magyarul
- Ősi föld – új hon. Regény; ford. Kohn Ottó; Schlesinger, Bp., 1916
- Tivadar Herzl: A zsidóállam; ford. Blank Illés; Fekete, Máramarossziget, 1919
- A zsidó-állam. A zsidó-kérdés modern megoldásának kísérlete; ford., előszó Schönfeld József; Jövőnk, Bp., 1919
- Ősújország. Regény, ha akarjátok nem mese…; ford. Márkus Aladár; Magyar Zsidó Irodalmi Könyvkiadóvállalat, Bp., 1929 (hasonmásban: 1993)
- Cionista írások; ford. G. Gerő László; Gondos Sándor, Bp., 1932 (Herzl könyvtár)
- Herzl Tivadar naplójából. Az első konstantinápolyi út; ford. G. Gerő László; Fórum, Bp., 1933 (Herzl könyvtár)
- A zsidó állam; ford. Szilágyi Dénes [Denis Silagi]; Zsidó Nemzet, Bp., 1941 (Spinoza-füzetek)
- Ha akarjátok, nem mese. Szemelvények Herzl Tivadar írásaiból és beszédeiből; előszó, életrajz, jegyz. Gärtner Mose; Magyar Zsidók Pro Palesztina Szövetsége, Bp., 1942 (Javne könyvek)
- Ha akarjátok, nem mese. Szemelvények Herzl Tivadar naplójából, cikkeiből, beszédeiből; 2. bőv. kiad.; Magyar Zsidók Pro Palesztina Szövetsége, Bp., 1944 (Javne könyvek)
- A zsidó állam. A zsidókérdés modern megoldásának kísérlete; ford. Schönfeld József, újraford., szerk. Albert Tibor, tan. Borsányi Schmidt Ferenc; Szülőföld, Szombathely–Gencsapáti, 2015
- Napló, 1895–1904. Válogatás; ford. Mesés Péter, Betlen János, szerk. Baczoni Dorottya; Közép- és Kelet-európai Történelem és Társadalom Kutatásáért Alapítvány, Bp., 2022